# Liste des saints du XVe siècle
 (novembre 2012).
Cette liste concerne des saints reconnus comme tels par l'Église catholique qui ont vécu au XVe siècle.

## Années 1410

### Année 1414
| No. | Image      | Nom                                 | Dates     | Informations                  |
| --- | ---------- | ----------------------------------- | --------- | ----------------------------- |
| 1.  | sans cadre | Bienheureuse Jeanne-Marie de Maillé | 1331-1414 | Veuve et religieuse française |

### Année 1416
| No. | Image      | Nom                              | Dates     | Informations                                   |
| --- | ---------- | -------------------------------- | --------- | ---------------------------------------------- |
| 1.  | sans cadre | Bienheureuse Julienne de Norwich | 1343-1416 | Recluse, mystique et femme de lettres anglaise |

### Année 1419
| No. | Image      | Nom                           | Dates     | Informations                                                                      |
| --- | ---------- | ----------------------------- | --------- | --------------------------------------------------------------------------------- |
| 1.  | sans cadre | Saint Vincent Ferrier         | 1350-1419 | Prêcheur dominicain, logicien, missionnaire, grand faiseur de miracles            |
| 2.  | sans cadre | Bienheureux Giovanni Dominici | 1360-1419 | Dominicain italien, évêque de Raguse et cardinal, tenta de convertir les Hussites |

## Années 1430

### Année 1430
| No. | Image      | Nom                     | Dates     | Informations                                               |
| --- | ---------- | ----------------------- | --------- | ---------------------------------------------------------- |
| 1.  | sans cadre | Saint Alvare de Cordoue | 1350-1430 | Prêcheur dominicain espagnol, promoteur du chemin de croix |

### Année 1431
| No. | Image      | Nom                        | Dates     | Informations |
| --- | ---------- | -------------------------- | --------- | --- |
| 1.  | sans cadre | Sainte Jeanne d'Arc        | 1412-1431 | Jeune paysanne, vierge, visionnaire, ayant pris les armes pour l'armée royale française, levé le siège d'Orléans et fait sacré le Dauphin à Reims |
| 2.  | sans cadre | Saint Nuno Álvares Pereira | 1360-1431 | Noble et grand guerrier portugais, Connétable de Portugal devenu frère convert                                                                    |

### Année 1433
| No. | Image      | Nom                        | Dates     | Informations |
| --- | ---------- | -------------------------- | --------- | --- |
| 1.  | sans cadre | Sainte Lydwine de Schiedam | 1380-1433 | Mystique hollandaise, alitée à partir de ses 15 ans, en rpoie à de grandes douleurs ; à partir de 1414 ne se nourrit plus que de l'Eucharistie |

### Année 1435
| No. | Image      | Nom                                 | Dates     | Informations                                                                    |
| --- | ---------- | ----------------------------------- | --------- | ------------------------------------------------------------------------------- |
| 1.  | sans cadre | Bienheureuse Angélique de Marsciano | 1357-1435 | Religieuse italienne, fondatrice des franciscaines de la bienheureuse Angélique |

### Année 1439
| No. | Image      | Nom                             | Dates     | Informations                                                   |
| --- | ---------- | ------------------------------- | --------- | -------------------------------------------------------------- |
| 1.  | sans cadre | Bienheureux Ambrogio Traversari | 1386-1439 | Moine italien camaldule, théologien, hagiographe et traducteur |

## Années 1440

### Année 1440
| No. | Image      | Nom                      | Dates     | Informations                                                 |
| --- | ---------- | ------------------------ | --------- | ------------------------------------------------------------ |
| 1.  | sans cadre | Sainte Françoise Romaine | 1384-1440 | Épouse et mère de famille italienne, fondatrice, visionnaire |

### Année 1443
| No. | Image      | Nom                               | Dates     | Informations                                                          |
| --- | ---------- | --------------------------------- | --------- | --------------------------------------------------------------------- |
| 1.  | sans cadre | Bienheureux Ferdinand de Portugal | 1402-1443 | Infant de Portugal, prisonnier et martyr au Maroc                     |
| 2.  | sans cadre | Bienheureux Niccolò Albergati     | 1373-1443 | Religieux chartreux italien, diplomate, évêque de Bologne et cardinal |

### Année 1444
| No. | Image      | Nom                        | Dates     | Informations                                                                    |
| --- | ---------- | -------------------------- | --------- | ------------------------------------------------------------------------------- |
| 1.  | sans cadre | Sainte Bernardin de Sienne | 1380-1444 | Prédicateur franciscain italien, promoteur de la dévotion au saint nom de Jésus |

### Année 1445
| No. | Image | Nom                  | Dates     | Informations                         |
| --- | ----- | -------------------- | --------- | ------------------------------------ |
| 1.  |       | Saint Pierre Capucci | 1390-1445 | prêtre dominicain italien à Cortone. |

### Année 1447
| No. | Image      | Nom                      | Dates     | Informations                  |
| --- | ---------- | ------------------------ | --------- | ----------------------------- |
| 1.  | sans cadre | Sainte Colette de Corbie | 1381-1447 | Religieuse clarisse française |

## Années 1450

### Année 1450
| No. | Image | Nom                       | Dates     | Informations                        |
| --- | ----- | ------------------------- | --------- | ----------------------------------- |
| 1.  |       | Bienheureux André Abellon | 1375-1450 | Prêtre dominicain français, peintre |

### Année 1456
| No. | Image      | Nom                           | Dates     | Informations                                                                                         |
| --- | ---------- | ----------------------------- | --------- | --- |
| 1.  | sans cadre | Saint Laurent Justinien       | 1381-1456 | Religieux italien, évêque de Castello et premier patriarche de Venise, grand réformateur et mystique |
| 2.  | sans cadre | Saint Jean de Capistran       | 1386-1456 | Prêtre franciscain italien, il se distingue au siège de Belgrade par les Ottomans                    |
| 3.  | sans cadre | Saint Pierre Regalado         | 1390-1456 | Religieux franciscain espagnol d'origine juive                                                       |
| 4.  | sans cadre | Bienheureux Gabriele Ferretti | 1385-1456 | Prêtre franciscain italien                                                                           |

### Année 1457
| No. | Image      | Nom                   | Dates     | Informations                       |
| --- | ---------- | --------------------- | --------- | ---------------------------------- |
| 1.  | sans cadre | Sainte Rita de Cascia | 1381-1457 | Religieuse italienne augustinienne |

### Année 1458
| No. | Image      | Nom                            | Dates     | Informations                                          |
| --- | ---------- | ------------------------------ | --------- | ----------------------------------------------------- |
| 1.  | sans cadre | Bienheureux Bernard II de Bade | 1428-1458 | Marquis allemand à la charité et la piété exemplaires |

### Année 1459
| No. | Image      | Nom                       | Dates     | Informations                               |
| --- | ---------- | ------------------------- | --------- | ------------------------------------------ |
| 1.  | sans cadre | Saint Antonin de Florence | 1389-1459 | Dominicain italien, archevêque de Florence |

## Années 1460

### Année 1460
| No. | Image      | Nom                  | Dates     | Informations                                 |
| --- | ---------- | -------------------- | --------- | -------------------------------------------- |
| 1.  | sans cadre | Saint Antoine Neyrot | 1425-1460 | Religieux dominicain italien, martyr à Tunis |

### Année 1463
| No. | Image      | Nom                         | Dates     | Informations                              |
| --- | ---------- | --------------------------- | --------- | ----------------------------------------- |
| 1.  | sans cadre | Saint Diego d'Alcalá        | 1400-1463 | Frère lai franciscain espagnol            |
| 2.  | sans cadre | Sainte Catherine de Bologne | 1413-1463 | Religieuse italienne, mystique et artiste |

### Année 1464
| No. | Image      | Nom                               | Dates  | Informations                                     |
| --- | ---------- | --------------------------------- | ------ | ------------------------------------------------ |
| 1.  | sans cadre | Bienheureuse Marguerite de Savoie | † 1464 | Princesse de la maison de Savoie, veuve, abbesse |

## Années 1470

### Année 1470
| No. | Image      | Nom                          | Dates     | Informations                 |
| --- | ---------- | ---------------------------- | --------- | ---------------------------- |
| 1.  | sans cadre | Bienheureux Matthieu Carreri | 1420-1470 | Religieux dominicain italien |

### Année 1471
| No. | Image      | Nom                         | Dates     | Informations                                                             |
| --- | ---------- | --------------------------- | --------- | ------------------------------------------------------------------------ |
| 1.  | sans cadre | Bienheureux Thomas a Kempis | 1380-1471 | Religieux néerlandais augustinien, auteur de L'Imitation de Jésus-Christ |

### Année 1472
| No. | Image      | Nom                   | Dates     | Informations                                     |
| --- | ---------- | --------------------- | --------- | ------------------------------------------------ |
| 1.  | sans cadre |                       | 1400-1472 | Veuve et religieuse clarisse italienne           |
| 2.  | sans cadre | Bienheureux Amédée IX | 1435-1472 | Duc de Savoie d'une piété et charité exemplaires |

### Année 1473
| No. | Image      | Nom                       | Dates     | Informations                  |
| --- | ---------- | ------------------------- | --------- | ----------------------------- |
| 1.  | sans cadre | Bienheureux Jean de Kenty | 1397-1473 | Prêtre et théologien polonais |

### Année 1476
| No. | Image      | Nom                              | Dates     | Informations                  |
| --- | ---------- | -------------------------------- | --------- | ----------------------------- |
| 1.  | sans cadre | Bienheureux Jacques de la Marche | 1393-1476 | Religieux franciscain italien |

### Année 1479
| No. | Image      | Nom                              | Dates     | Informations                     |
| --- | ---------- | -------------------------------- | --------- | -------------------------------- |
| 1.  | sans cadre | Bienheureux Jean de Saint-Facond | 1430-1479 | Prédicateur augustinien espagnol |

## Années 1480

### Année 1480
| No. | Image      | Nom                      | Dates  | Informations                                                                                             |
| --- | ---------- | ------------------------ | ------ | --- |
| 1.  | sans cadre | Saints Martyrs d'Otrante | † 1480 | 813 habitants de la ville d'Otrante en Italie martyrisés par les Turcs pour avoir refusé de se convertir |

### Année 1482
| No. | Image      | Nom                    | Dates     | Informations                |
| --- | ---------- | ---------------------- | --------- | --------------------------- |
| 1.  | sans cadre | Saint Simon de Lipnica | 1435-1482 | Prêtre franciscain polonais |

### Année 1484
| No. | Image      | Nom                              | Dates     | Informations                                     |
| --- | ---------- | -------------------------------- | --------- | ------------------------------------------------ |
| 1.  | sans cadre | Saint Casimir de Pologne         | 1458-1484 | Prince de Pologne et grand-duc de Lituanie       |
| 2.  | sans cadre | Bienheureux Hélie de Bourdeilles | 1423-1484 | Prêtre français, archevêque de Tours et cardinal |

### Année 1485
| No. | Image      | Nom                              | Dates     | Informations                                                |
| --- | ---------- | -------------------------------- | --------- | ----------------------------------------------------------- |
| 1.  | sans cadre | Saint Pedro de Arbués            | 1441-1485 | Religieux augustinien espagnol                              |
| 2.  | sans cadre | Bienheureuse Françoise d'Amboise | 1427-1485 | Noble française, duchesse de Bretagne, fondatrice carmélite |

### Année 1487
| No. | Image      | Nom                   | Dates     | Informations  |
| --- | ---------- | --------------------- | --------- | ------------- |
| 1.  | sans cadre | Saint Nicolas de Flue | 1417-1487 | Ascète suisse |

## Années 1490

### Année 1490
| No. | Image      | Nom                             | Dates     | Informations                                            |
| --- | ---------- | ------------------------------- | --------- | ------------------------------------------------------- |
| 1.  | sans cadre | Bienheureuse Jeanne de Portugal | 1452-1490 | Princesse et régente portugaise, religieuse dominicaine |

### Année 1491
| No. | Image      | Nom                       | Dates     | Informations                                                  |
| --- | ---------- | ------------------------- | --------- | ------------------------------------------------------------- |
| 1.  | sans cadre | Bienheureux Jacques d'Ulm | 1407-1491 | Religieux dominicain et peintre sur verre d'origine allemande |

### Année 1492
| No. | Image      | Nom                     | Dates     | Informations                                                            |
| --- | ---------- | ----------------------- | --------- | ----------------------------------------------------------------------- |
| 1.  | sans cadre | Sainte Beatriz da Silva | 1424-1492 | Aristocrate portugaise, fondatrice de l'ordre de l'Immaculée Conception |

### Année 1494
| No. | Image      | Nom                             | Dates     | Informations                                                  |
| --- | ---------- | ------------------------------- | --------- | ------------------------------------------------------------- |
| 1.  | sans cadre | Bienheureuse Arcangela Girlani  | 1460-1494 | Religieuse carmélite italienne, mystique, douée de lévitation |
| 2.  | sans cadre | Bienheureux Bernardin de Feltre | 1439-1494 | Religieux franciscain italien, fondateur de monts-de-piété    |

### Année 1497
| No. | Image      | Nom                             | Dates     | Informations                                                                                            |
| --- | ---------- | ------------------------------- | --------- | --- |
| 1.  | sans cadre | Bienheureuse Véronique de Milan | 1460-1494 | Religieuse italienne de l'ordre de Saint-Ambroise, visionnaire, aux larmes abondantes et irrépressibles |